# 중국 국립 교향악단
중국 국립 교향악단(중국어 정체자: 中國國家交響樂團, 간체자: 中国国家交响乐团, China National Symphony Orchestra)은 베이징에 거점을 둔 중국의 대표적인 관현악단이다. 1996년 이전에는 중국 중앙 교향악단(中国中央交响乐团, Central Philharmonic Orchestra of China)이라는 명칭으로 국내외에 소개되어 있었다. 이외에도 약칭인 '중국 교향악단(中国交响乐团)' 도 흔히 통용되고 있다.
1956년에 중국 중앙 교향악 협회 산하의 악단으로 창단되었으며, 이듬해에 리 더룬이 초대 예술 감독 겸 상임 지휘자로 취임했다. 중국 정부에서 창단한 최초의 서양 관현악단이라는 이유로 초기부터 큰 관심을 모았으며, 중국 작곡가들의 창작곡 외에도 베토벤과 베를리오즈, 드보르자크, 시벨리우스 등의 교향곡을 중국 초연하는 등 서양 음악의 보급에도 적극적으로 기여했다. 그러나 문화대혁명 시기에 심각한 타격을 입었고, 연주 곡목도 정부에서 허가한 중국 작품 몇 가지로 크게 축소되어 답보 상태를 겪기도 했다.
문화대혁명 후반기부터는 외국 연주자나 관현악단들의 내중과 함께 여러 금지 조치가 서서히 풀리기 시작하면서 재건이 시작되었으며, 1977년에 리 더룬의 지휘로 베토벤 음악회가 개최되어 문화대혁명 이후 중국 관현악단의 첫 서양 작품 부활 연주로 큰 화제를 불러일으키기도 했다. 리 더룬의 후임으로는 부지휘자로 악단을 지도했던 한 종지에가 상임 지휘자로 취임했고, 한 종지에 재임기에는 외국 음반사들과 작업하거나 보스턴 교향악단과 베를린 필하모닉 오케스트라의 방중 때 해당 관현악단들과 합동으로 공연하면서 세계적으로 알려지기 시작했다. 이러한 해외 문화 교류의 성과를 인정받아 1981년과 1987년에 중국 문화부에서 공로상을 수여하기도 했다.
1996년에는 미국에서 주로 활동하던 중견 지휘자 천 줘황이 귀국해 예술 감독으로 부임했고, 동시에 악단 조직을 중국 정부 관할로 이관하면서 명칭도 현재의 것으로 고쳤다. 동시에 네덜란드의 필립스와 계약을 맺고 베를리오즈와 브람스의 교향곡과 중국 가무극 작품들의 관현악 모음곡을 수록한 CD 세 장을 중국 로컬로 출반했으며, 1998년과 1999년에는 유럽과 일본에서 순회 공연을 개최해 좋은 반응을 얻기도 했다.
천 줘황이 2000년에 사임한 후에는 탕 무하이가 직책을 인계받았으며, 2002년까지 재임했다. 후임으로는 리 신차오가 수석 전임 지휘자로 임명되어 현재까지 재임 중이며, 탕 무하이는 계관 지휘자 칭호를 수여받았다. 이외에도 수석 객원 지휘자로 언 샤오가 활동하고 있다. 리 신차오는 네덜란드의 채널 클래식스와 계약해 중국 관현악 작품을 수록한 CD를 출반했으며, 취임 직후 일본과 오스트레일리아, 유럽 각지에서 순회 공연을 개최했다.
정기 연주회 외에도 청소년을 대상으로 진행하는 교육 음악회나 베이징 대학들에서 개최하는 캠퍼스 콘서트, 부속 단체인 중국 중앙 합창단과 개최하는 합창곡 연주회 등에 출연하고 있다. 주요 공연장으로는 베이징 음악당을 사용하고 있었으나, 2007년 12월에 최신 복합 공연장인 국가대극원이 개관하면서 대극원 음악당으로 옮겨 활동하고 있다.